# Merguez

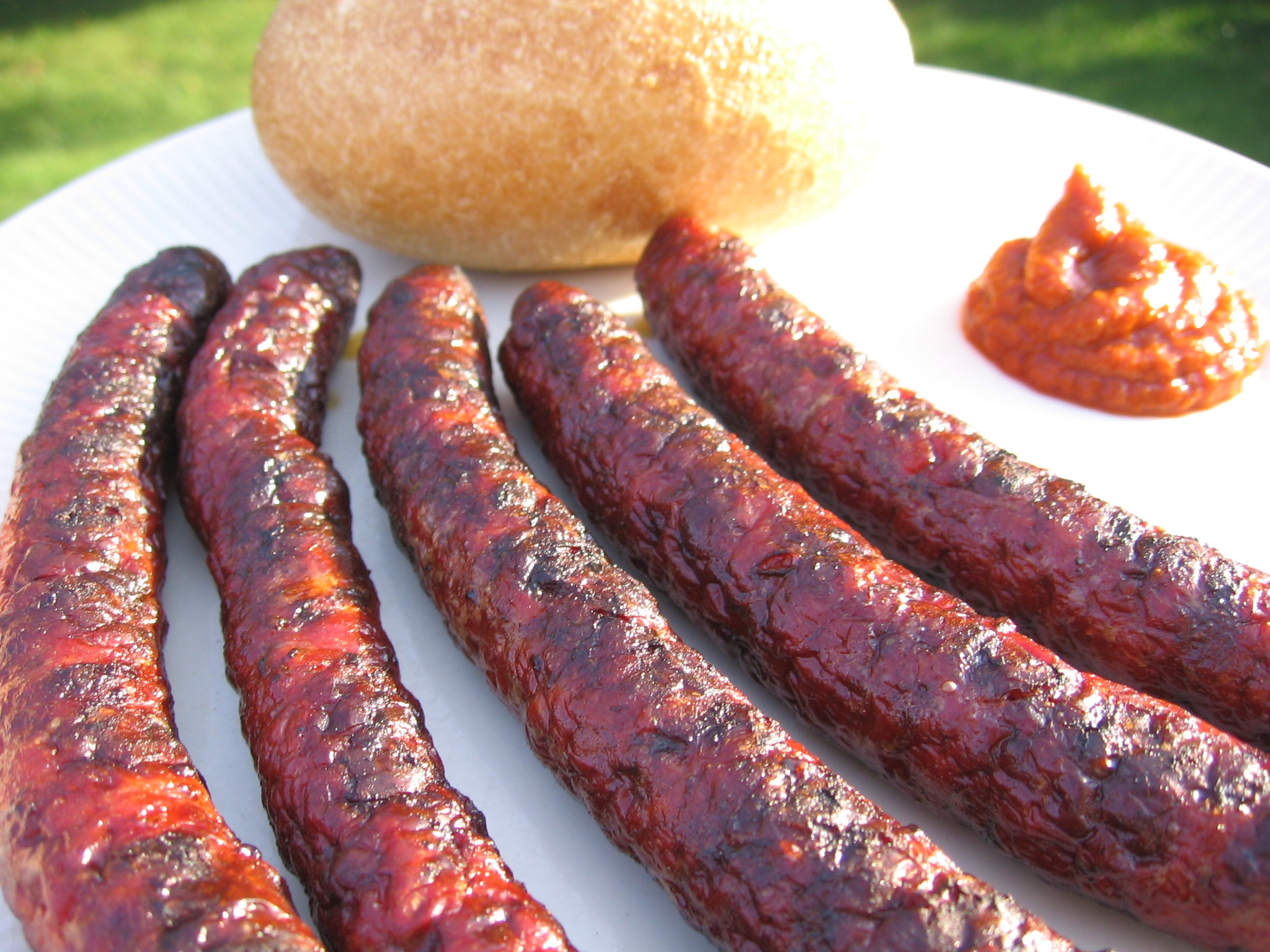
Gegrillte Merguez mit Harissa

Die Merguez (arabisch مرقاز; 'mɛʁɡəz) ist eine scharf gewürzte Bratwurst aus der maghrebinischen Küche. Ursprünglich nur aus Lammfleisch, besteht sie mittlerweile meist aus durchwachsenem Lamm- und Rindfleisch. Die grob gewolfte Masse wird stark gewürzt – typische Gewürze sind Kreuzkümmel, Paprika, Knoblauch, Harissa, Pfeffer – und schmeckt würzig scharf. Die Masse wird in Schafsaitlinge, oft Kaliber 20/22 oder 22/24, gefüllt.

## Etymologie
Das deutsche Wort ist aus dem gleichbedeutenden französisch merguez [mɛʁ'ɡɛz] entlehnt. Das französische Wort ist wiederum eine Entlehnung aus arabisch مرقاز, DMG mirqāz ‚Würstchen‘, das im Französischen als merguez transkribiert wurde. Der gleiche Stamm auch in berberisch ⴰⵎⴰⵔⴳⴰⵣ amargaz, deutsch ‚Würstchen‘ und in mozarabisch mirkas oder merkas.

## Herkunft
Die Wurst stammt aus Nordafrika.
Durch den Zuzug von Pieds-noirs aus Nordafrika nach dem Zweiten Weltkrieg wurde sie in Frankreich populär. Von dort aus verbreitete sie sich im restlichen Europa als Bestandteil der maghrebinischen Küche oder auch eigenständig als Grillwurst (vor allem in Frankreich benachbarten Gebieten, wie zum Beispiel der Pfalz, dem Saarland und in Südbaden).